# میناموتو نو یوشی‌هیرا
میناموتو نو یوشی‌هیرا (به ژاپنی: 源 義平 Minamoto no Yoshihira); ۱ ژانویهٔ ۱۱۴۰ – ۱ ژانویهٔ ۱۱۶۰) سامورایی از خاندان میناموتو اهل ژاپن بود. وی مقابل پدرش میناموتو نو یوشیتومو در شورش هیجی جنگید.